# なかよし公園
『なかよし公園』（なかよしこうえん）は、ねじまき我人による日本の漫画作品。『コミックブレイドMASAMUNE』『コミックブレイドZEBEL』『月刊コミックブレイドアヴァルス』（マッグガーデン）にて連載された。単行本は全3巻。ドラマCD化もされている。
名香世市（なかよし）を舞台に、捨て猫のシロとクロが出会い、たくさんの友達と成長していく4コマ漫画。

## 登場キャラクター
キャストはドラマCD版のもの。

### ネコ
クロ
声:石田彰
本作の主人公。ヒゲを切られて公園に捨てられた為、極度の人間嫌いの黒猫。シロや土利井に出会って次第に人見知りが治っていく。
好きなものはにぼし。嫌いなものは怖い人。
シロ
声:代永翼
ダンボールに入れられ、公園に捨てられていた白猫。しっぽの先が曲がっている。
好きなものはかつおぶし。嫌いなものはダンボールの中で一人ぼっちになること。
スピカ
声:阪口大助
土利井どうぶつ病院に通っている太った子猫。あればあるだけ食べちゃう。シロクロ達と遊んでいるうちに少しずつ痩せてきている。
ルチーノ
声:立花慎之介
スピカの兄でものすごいブラコン。あればあるだけスピカにあげちゃう。自分が大好きで常にダイエットをしてプロポーションを保っているが、少し太ってる方が可愛いと言われることもしばしば。
とら
時々シロクロ達と遊んでいる子猫。少し辛口。典型的ないじめっ子。
好きなものは赤身。嫌いなものはお風呂。
ごぶ
とらと一緒にいる子猫。同じく辛口でいじめっ子。
好きなものはサンマ。嫌いなものはサンマの苦いところ。

### 鳥

#### カラスギャング
名香世市を仕切るギャング。廃ビルを住処にしている。
ビリー・ザ・ギャング
声:大川透
ギャングのボスで見た目もイカついが、可愛いものが大好きでヒマさえあれば公園で遊んでいる。ボスなだけあって結構しっかりしている。
好きなものは可愛いちびっ子。嫌いなものは女々しい男。
ジョニー・マシンガン
声:中村悠一
最初にシロ&クロと仲良くなったカラス。嫁とうまくいっていないのが悩みで現在別居中。娘に弱い。
好きなものは家族。嫌いなものは別居。
アンジー・リボルバー
ひたすらマイペースでイマイチつかめないカラスだが、実は結構強い。子供に優しい。
好きなものは静かな場所。嫌いなものはうるさい場所。
ボギー・ダイナマイト
声:杉田智和
無駄に明るくて騒がしい。行き当たりばったりな人生を送っているらしい。悪ふざけが大好き。
好きなものは楽しい事。嫌いなものは悩む事。
なな
声:福圓美里
ジョニーの娘で極度のファザコン。公園で迷子になっているところをシロクロ達に助けてもらって以来仲良し。昼ドラ風のままごとが好き。
好きなものはケーキの上のいちご。嫌いなものはグリーンピースとセロリ。

#### ハトやくざ
名香世市を仕切るやくざ。神社を住処にしていて、カラスギャングとは敵対関係にある。
ポッポ
声:保志総一朗
ハトやくざ3代目。言葉の成長が遅く、いつも山本が通訳に入る。小さいが結構な苦労人で、大人に優しくされると嬉しくて泣くことも。シロクロ達より少しお兄さんなので、時々厳しい一面も見せるしっかり者。まだ飛べない。
好きなものは甘納豆。嫌いなものは部下の甘え。
山本 清十郎（やまもと せいじゅうろう）
声:成田剣
自分が大好きなポッポの部下。おちゃめなイタズラ心でポッポの豆に小石を混ぜたことがある。外見は真っ白だが中身は真っ黒。ちょっとした手助けにも陰湿な見返りを要求する鬼。
自分が良ければ他はどうでもいい様子だが、出世にひびくからとポッポの世話をしている。
好きなものは自分。嫌いなものは自分以外。
吉岡 誠（よしおか まこと）
白い学ランの苦労人で悩めるお年頃。山本に振り回されているせいか、ポッポ同様優しい大人に弱い。押しに弱いせいで集中攻撃を受けやすい。
鷽代とベタな青春ドラマを繰り広げている。
好きなものは常識。嫌いなものは「自分らしさ」とか「個性」とか「本当の自分」とか。
宇垣 優作（うがき ゆうさく）
声:高橋研二
可愛いものが大好きで、周囲からめんどくさがられている。ビリーの事が嫌い。精神年齢が低く、女子中学生並みに虫が苦手。カナリヤのマチコに不毛な恋心を抱いている。
好きなものは可愛い子と甘いもの。嫌いなものは虫とかおばけとか。

#### その他の鳥
すずめ連合（すずめれんごう）
いつも集団で行動している。「だよね」が口癖。すずめの学校をやっていて、宿屋の経営もしていた。
好きなものはお米。嫌いなものはハサミ。
鷽代（うそよ）
すずめ達に育てられ、ウソが嫌いで喧嘩っ早い。吉岡とはすずめの学校時代の同級生で幼馴染。
好きなものはパパ達とママ達。嫌いなものは意地悪な男の子。
マチコ
声:遠藤綾
室内飼いのカナリヤ。歌を聴きに来ていたビリーに恋心を抱いている。時々カゴから抜け出してビリーと散歩している。
好きなものはビリー。嫌いなものは雨の日。
オナガ
すずめの学校をドロップアウトし、不良街道まっしぐら。すずめに復讐しようと鷽代を狙うも吉岡に返り討ちにされる。

### イヌ
マサカズ
声:緒方賢一
シロクロ達を見守るおじいちゃん。人間でいうと80歳ぐらいなのだが、ファイティングスピリットは忘れていない。時々杖が真っ赤に染まる。ナンパと合コンが得意。
好きなものはお散歩。嫌いなものはかたい食べ物。
モモコ
里親の元から逃げ出していたが、シロクロ達の説得で魚屋に落ち着く。
好きなものは水遊び。嫌いなものは待て。
おまわりさん
巡回中に迷子のシロと出くわすが、名前と住所を聞いても例の歌のようにならなくてがっかり。

### その他の動物
ねずみの次郎吉（ねずみのじろきち）
声:
土利井どうぶつ病院に住み着いているねずみ。シロクロのお気に入りで毎日ボロボロになっているが、仲良し。一成に追い出されそうになり、ハムスターのふりをさせられた。
好きなものはかまぼこ。嫌いなものはねこいらず。
とかげ太郎（とかげたろう）
声:
シロクロにちょっかいを出されるも、落ち込んでいる２匹にしっぽをあげたりと結構仲良し。
たぬきのまつげさん
ポッポに可愛さ勝負を挑んだたぬき。素顔は謎。マスカラですごく濃いまつげを作っている。
好きなものはお化粧。嫌いなものはニキビ。
うさぎのバニ美（うさぎのバニみ）
自分の道を突き進む元手品師の助手のウサギ。兄弟子だった山本に歪んだ愛情を持っている。包丁を振り回して子供を人質に取り、話を聞かない危険人物。名付け親は山本。
好きなものは義兄。嫌いなものは義兄以外。

### 人間
土利井トオル（どりいトオル）
声:平川大輔
土利井どうぶつ病院を経営している動物の言葉がわかる獣医。シロクロを引き取り溺愛しているが、可愛くない動物には結構厳しい。後藤の病院に出張もしている。
後藤（ごとう）
土利井の大学時代からの友人で、慎重で小心者。楽してガッポリ稼ぎたいと思っているが、根はいい人。
河井一成（かわいいっせい）
成り行きと勢いに流されて土利井どうぶつ病院でアルバイトをすることになった犬好きの男子高校生。少し不良っぽい見た目で無口だが、優しくて動物想い。クロに好かれようとがんばっている。
名乗ったコマでは「河井」になっているが、家の魚屋の看板は「河合」になっている。
魚屋のおじさん
一成の父親で、ネコに魚を投げつけて追い払う不器用だがいい人。犬には犬用のエサを投げつける。モモコの名付け親。
魚屋のおばちゃん
一成の母親で、いつも家族をのんびりと見守っている。

### メルヘンな生き物
お月さま
声:近藤隆
毎日みんなを見守っているお月様。新月の夜は降りてきて散歩をしている。
好きなものは地上の灯り。嫌いなものは地上に落ちる涙。
流れ星さん
公園に落ちてきた流れ星の中に入っていた液状の生物。シロクロを見てネコっぽい形になった。別の星にいる生物を探す旅をしていて名香世市にたどり着いた。
好きなものは考える事、答えを出す事。嫌いなものは考えなくなる事。
サンタさん
ダメなトナカイをアルバイトで支える小さいサンタさん。トナカイの手の平に乗るサイズ。バレンタインや七夕、節分等のバイトをするが、お正月のバイトはクリスマスを引っ張られると困るからと面接に落ちた。
好きなものは子供の笑顔。苦手なことはバイトの面接。
小さいトナカイ
酒で鼻を赤くするトナカイ。鳥の大人達ぐらいのサイズで、首にかけている小さいソリにサンタさんを乗せている。「やる時やれば出来る男なんだよ」と酒ばかり飲んでサンタさんに苦労をかけている。
好きなものは酒。嫌いなものはノンアルコール飲料。
黒いサンタさん
悪い子を豚の臓物でぶったり、袋に詰め込んで連れ去ったりする。タイムセール品の豚レバーやモツをスーパーのビニール袋に入れて持ち歩き、トナカイをレバーまみれにしてサンタさんを拉致した。いい子にしていれば害はなく、同情してくれることもある。
好きなものは部屋。嫌いなものは人。